# 1740-es évek
Évszázadok: 17. század · 18. század · 19. század
Évtizedek: 1690-es évek · 1700-as évek · 1710-es évek · 1720-as évek · 1730-as évek · 1740-es évek · 1750-es évek · 1760-as évek · 1770-es évek · 1780-as évek · 1790-es évek
Évek: 1740 · 1741 · 1742 · 1743 · 1744 · 1745 · 1746 · 1747 · 1748 · 1749

## Események és irányzatok
- Osztrák örökösödési háború (1740–1748)

## A világ vezetői
- Ausztria, Magyarország: Mária Terézia
- Franciaország: XV. Lajos
- Spanyolország: V. Fülöp (1746-ig), VI. Ferdinánd (1746-tól)